# New Pokémon Snap
New Pokémon Snap (New ポケモンスナップ, New Pokémon Sunappu) est un jeu vidéo de la franchise Pokémon développé par Bandai Namco et édité par The Pokémon Company sur la Nintendo Switch. Il est sorti le 30 avril 2021. À bord d'un véhicule, le joueur doit photographier des Pokémon le mieux possible, comme dans Pokémon Snap.

## Système de jeu
Dans New Pokémon Snap, à bord d'un véhicule, le joueur doit explorer des îles aux paysages variés, tels que des forêts et des plages, où les Pokémon apparaissent dans leurs habitats naturels, et doit les photographier pour remplir son Photodex. Le jeu inclut une sélection de Pokémon venant de l'ensemble des huit générations de Pokémon. Comme dans le premier jeu Pokémon Snap, sorti en 1999 sur Nintendo 64, le joueur peut utiliser des pommes pour attirer les Pokémon.

## Développement
New Pokémon Snap est développé par Bandai Namco et non par le créateur du premier jeu, HAL Laboratory. Le jeu est dévoilé le 17 juin 2020 lors d'un Pokémon Direct.

## Accueil
La semaine de sa sortie, le jeu se classe premier des ventes au Japon avec près de 150 000 ventes en trois jours. Au 31 décembre 2021, les ventes hors Japon s'élèvent à 2,36 millions d'exemplaires.